# Chibuzor Ehilegbu
Chibuzor Ehilegbu (ur. 30 kwietnia 1964 w Ibadanie) – nigeryjski piłkarz grający na pozycji pomocnika. W swojej karierze rozegrał 4 mecze i strzelił 1 gola w reprezentacji Nigerii.

## Kariera klubowa
Swoją piłkarską karierę Ehilegbu rozpoczął w klubie Enyimba FC, w którym zadebiutował w 1979 roku. W 1980 roku przeszedł do Enugu Rangers. Grał w nim do 1984 roku i wywalczył z nim trzy tytuły mistrza Nigerii w sezonach 1981, 1982 i 1984 oraz zdobył dwa Puchary Nigerii w sezonach 1981 i 1983. W latach 1984–1987 grał w amerykańskim North Carolina State Wolfpack.

## Kariera reprezentacyjna
W reprezentacji Nigerii Ehilegbu zadebiutował 5 marca 1984 w wygranym 2:1 grupowym meczu Pucharu Narodów Afryki 1984 z Ghaną i w debiucie strzelił gola. Na tym turnieju zagrał również w trzech innych meczach: grupowych z Malawi (2:2) i z Algierią (0:0) oraz półfinałowym z Egiptem (2:2, k. 10:9). Z Nigerią wywalczył wicemistrzostwo Afryki. Mecze w Pucharze Narodów Afryki były jego jedynymi rozegranymi w kadrze narodowej.